# Centro (Itaguaí)

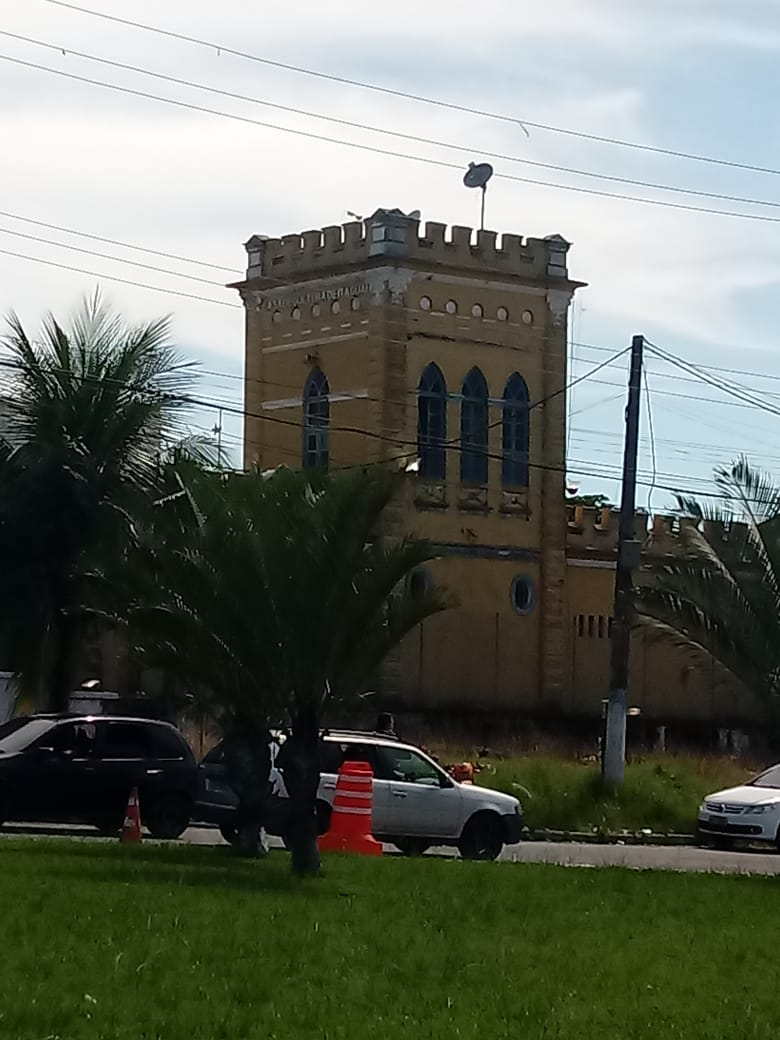
Antiga Estação Ferroviária de Itaguaí, do ramal que ligava o centro do município a Santa Cruz, na Zona Oeste do Rio de Janeiro.

O Centro, ou Centro de Itaguaí, é um bairro do município brasileiro de Itaguaí, no estado do Rio de Janeiro. É onde se localiza a prefeitura e a parcela mais expressiva do comércio no município.
O bairro já abrigou o Templo Hoshoji — Budismo Primordial, um dos mais antigos do país, que acabou desapropriado e se mudou para Piranema. Atualmente, o bairro abriga a Casa de Cultura de Itaguaí e o Parque de Exposições Municipal, onde ocorre a Expo Itaguaí.